# Гидравлический пресс

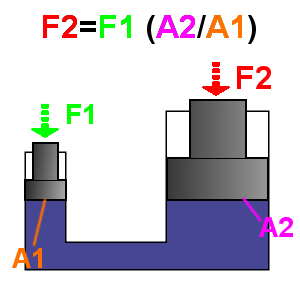
Гидравлическое увеличение силы

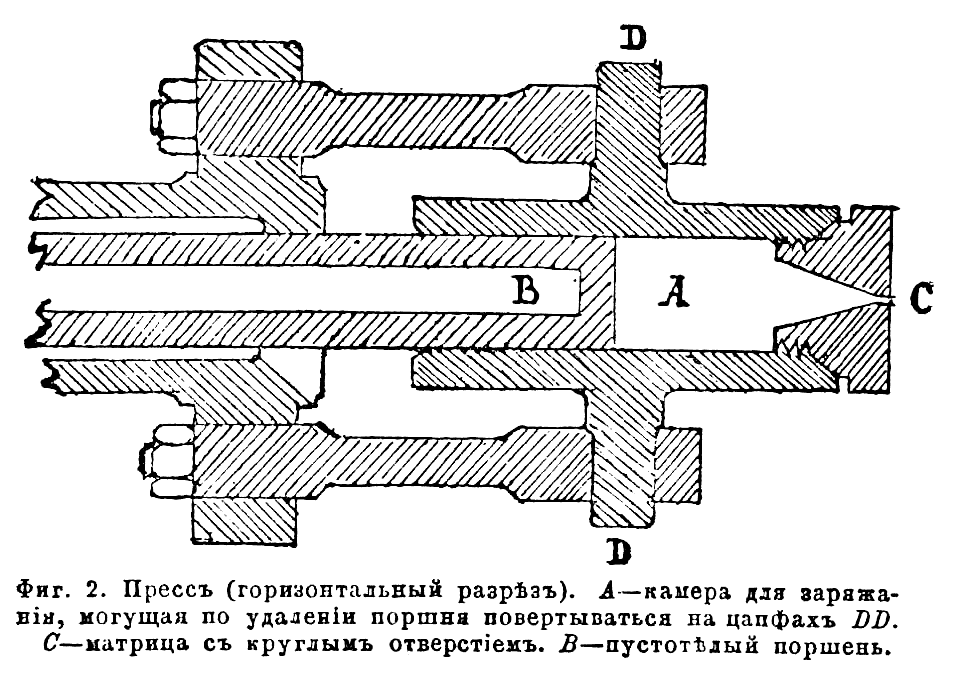
Пресс (горизонтальный разрез). А — камера для заряжения, которая может по удалении поршня поворачиваться на цапфах DD. C — матрица с круглым отверстием. В — пустотелый поршень

Гидравли́ческий пресс — это простейшая гидравлическая машина, предназначенная для создания значительных сжимающих усилий. Ранее назывался «пресс Брама», так как изобретён и запатентован Джозефом Брама в 1795 году.

## Принцип действия
Гидравлический пресс состоит из двух сообщающихся сосудов-цилиндров с поршнями разного диаметра. Цилиндр заполняется водой, маслом или другой подходящей жидкостью. По закону Паскаля давление в любом месте неподвижной жидкости одинаково по всем направлениям и одинаково передается по всему объёму. Силы, действующие на поршни, пропорциональны площадям этих поршней. Поэтому выигрыш в силе, создаваемый идеальным гидравлическим прессом, равен отношению площадей поршней.
Гидравлический пресс представляет собой два сообщающихся сосуда цилиндрической формы, в которых имеются поршни, причем разного диаметра и площади. Цилиндры заполнены жидким маслом (обычно трансформаторным) (рис.1).
Принцип действия гидравлического пресса основан на двух поршнях и законе Паскаля. Если подействовать на малый поршень с силой, то под малым и большим поршнями возникнет давление:
{\displaystyle p_{1}={\frac {F_{1}}{S_{1}}}}, {\displaystyle p_{2}={\frac {F_{2}}{S_{2}}}}
Согласно закону Паскаля давление во всех точках жидкости должно быть одним и тем же:
{\displaystyle p_{2}=p_{1}}
Сила, с которой жидкость действует (согласно закону Паскаля) на большой поршень, будет эквивалентна силе, приложенной на малый поршень.
Гидравлический пресс даёт выигрыш в силе во столько раз, во сколько площадь большего поршня больше площади малого поршня. Это можно записать в виде формулы:
{\displaystyle {\vec {F}}_{1}={\vec {F}}_{2}\cdot {\frac {S_{1}}{S_{2}}}},
где {\displaystyle {\vec {F}}_{1}} – сила, оказываемая на больший поршень, {\displaystyle {\vec {F}}_{2}} – сила, оказываемая на меньший поршень, {\displaystyle S_{1}} – площадь большего поршня, {\displaystyle S_{2}} – площадь меньшего поршня.

## Применение
Гидравлический пресс нашёл применение во многих отраслях промышленности от изготовления деталей (штамповки)  до прессовки мусора в рабочей камере мусоровоза. 